# Circondario di Gallipoli
Il circondario di Gallipoli era uno dei circondari in cui era suddivisa la provincia di Lecce.
La suddivisione amministrativa fu soppressa nel 1926 e il relativo territorio assegnato al circondario di Lecce.

## Suddivisione amministrativa nel 1927
Viene riportato l'elenco dei circondari alcuni mesi prima della soppressione dei Circondari e relativi Mandamenti del Regno d'Italia.
- Circondario di Gallipoli:
Gallipoli, Sannicola, Alezio
- Circondario di Parabita:
Parabita, Matino, Tuglie
- Circondario di Casarano:
Casarano, Racale, Taviano, Melissano
- Circondario di Alessano:
Alessano (borgo aggregato Montesardo), Corsano, Tiggiano
- Circondario di Gagliano:
Gagliano (borghi aggregati Arigliano, San Dana), Castrignano del Capo (borghi aggregati Giuliano, Salignano, Leuca), Patù, Morciano di Leuca (borgo aggregato Barbarano)
- Circondario di Presicce:
Presicce, Salve (borghi aggregati Ruggiano), Acquarica del Capo
- Circondario di Tricase:
Tricase (borghi aggregati Lucugnano, Tutino, Caprarica del Capo, Depressa, Sant'Eufemia), Miggiano, Montesano
- Circondario di Ruffano:
Ruffano (borgo aggregato Torrepaduli), Specchia dé Preti, Supersano
- Circondario di Ugento:
Ugento (borgo aggregato Gemini), Taurisano, Alliste (borgo aggregato Felline)
- Circondario di Poggiardo:
Poggiardo (borgo aggregato Vaste), Spongano, Surano, Diso (borghi aggregati  Marittima, Castro), Ortelle (borghi aggregati Vignacastrisi), Santa Cesarea Terme (borghi aggregati Cerfignano, Vitigliano) Andrano (borgo aggregato Castiglione d'Otranto), Nociglia (borghi aggregati Botrugno, San Cassiano), Minervino (borghi aggregati Specchia Gallone, Cocumola)
- Circondario di Maglie:
Maglie (borgo aggregato Morigino), Scorrano, Muro, Giuggianello, Sanarica, Cursi
- Circondario di Nardò:
Nardò (borgo aggregato Porto Cesareo)
- Circondario di Galatone:
Galatone, Neviano, Aradeo, Seclì

## Collegi elettorali del circondario
Collegio di Gallipoli
Elezioni politiche 6 novembre 1892
- Nicola Vischi (Opposizione) Eletto
- Alessandro Lopez y Royo (Ministeriale)

Elezioni politiche 26 maggio 1895
- Nicola Vischi (Opposizione ministeriale) Eletto
- Nicola Barbato (Socialista)
- Lupo (Ministeriale)

Elezioni politiche 21 marzo 1897
- Nicola Vischi (Opposizione costituzionale) Eletto
- Antonio De Viti De Marco (Radicale)

Elezioni politiche 3 giugno 1900
- Nicola Vischi (Opposizione costituzionale) Eletto
- Enrico Ferri (Socialista)

Elezioni politiche suppletive 22 dicembre 1901
- Antonio De Viti De Marco (Radicale) Eletto
- Stanislao Senape De Pace (Socialista)

Elezioni politiche 6 novembre 1904
- Antonio De Viti De Marco (Radicale) Eletto
- Stanislao Senape De Pace (Socialista)

Elezioni politiche 7 marzo 1909
- Antonio De Viti De Marco (Radicale) Eletto
- Stanislao Senape De Pace (Socialista)

Elezioni suppletive 15 marzo 1913
- Antonio De Viti De Marco (Radicale) Eletto
- Nicola Marcucci

Elezioni politiche 26 ottobre 1913
- Stanislao Senape De Pace (Socialista) Eletto
- Antonio De Viti De Marco

Elezioni suppletive 21 marzo 1915
- Antonio De Viti De Marco (Radicale) Eletto
- Nicola Marcucci